# 舍维拉尔
舍维拉尔(法语：Chevillard (Ain))，是法国东部安省的一个市镇。面积 9.67平方公里，人口132，人口密度13.65人／平方公里（1999年）。

## 人口
舍维拉尔人口变化图示
| 数据来源：INSEE |